# ماريو تنس
ماريو تينيس (بالإنجليزية: Mario Tennis)‏ و (إسمها باللغة اليابانية マリオテニス64: وتلفظ ماريو تينيسو روكوجويون) هي لعبة فيديو رياضية تم إنتاجها في سنة 2000 مطورة من قبل شركة كامالوت سوفتوير بلانينغ ومنشورة بواسطة شركة نينتندو لأجهزة نينتندو 64، تم نشرها في صيف سنة 2000 في اليابان وأمريكا الشمالية وطرحت في شهر نوفمبر في أوروبا، وهي ثاني لعبة كرة مضرب بعد لعبة ماريوس تنس التي أنتجت في سنة 1995، وتضم اللعبة شخصيات سوبر ماريو من ماريو ولويجي ووالويجي والأميرة ديزي وبيردو.

## روابط خارجية
- ماريو تنس على موقع IMDb (الإنجليزية)